# Durham
Durham es una ciudad histórica y capital del condado de Durham, situada en el noreste de Inglaterra.

## Historia
Fundaron la ciudad en 995 cuando un grupo de monjes de la isla de Lindisfarne llegó con el cadáver de san Cuthbert. Buscaban un sitio para construir el sepulcro de Cuthbert. Escogieron un lugar sobre una meseta alta rodeada por una curva del río Wear. Ahí construyeron una iglesia de madera. Con el tiempo la iglesia se convirtió en la Catedral de Durham y la reconstruyeron de piedra. La catedral existente hoy día está considerada  uno de los más completos ejemplos de arquitectura normanda en Europa. En 1986 fue designada Patrimonio de la Humanidad. En el siglo XI los normandos construyeron un castillo sobre la meseta próximo a la catedral. Ese castillo formaba parte de una serie que los normandos construyeron para controlar una región que consideraban salvaje y rebelde.
Históricamente, la catedral era la sede del obispo de Durham, una figura muy poderosa hasta bien entrado el siglo XIX. El episcopado de Durham sigue siendo el cuarto más importante en la jerarquía de la Iglesia de Inglaterra. Los obispos de Durham tenían mucho poder y gobernaban todo el condado de Durham. Se llamaban los Príncipes-Obispos de Durham y tenían el derecho de tener parlamentos, administrar sus propias leyes, reclutar ejércitos y aplicar impuestos. Los obispos de Durham retuvieron estos poderes hasta 1832.

## Desarrollo
Gradualmente una ciudad creció alrededor de la catedral y del castillo. En 1832 fundaron la Universidad de Durham, la tercera más antigua de Inglaterra después de las universidades de Oxford y Cambridge. Como Oxford y Cambridge, la Universidad de Durham se divide en varios colegios (16 en efecto). La universidad es muy importante en la economía de Durham.
La ciudad también tiene una gran cárcel, cerca del centro, con casi mil reclusos.
Bastante pintoresca cerca del río, con vistas atractivas de la catedral y el castillo. Las orillas del río están cubiertas de árboles y tienen paseos agradables. Debido a la gran población de estudiantes la ciudad tiene un ambiente cultural juvenil y una vida nocturna vibrante.
- Datos: Q179815
- Multimedia: Durham, County Durham / Q179815